# Congreso del Estado de Oaxaca
El Honorable Congreso del Estado Libre y Soberano de Oaxaca es el órgano depositario del Poder Legislativo del estado de Oaxaca, en México. Se compone de 42 escaños: 25 diputados elegidos de acuerdo al principio de mayoría relativa y 17 diputados elegidos por representación proporcional. La cámara se renueva cada tres años.
Se ubica en el municipio de San Raymundo Jalpan, en la zona metropolitana de la Ciudad de Oaxaca de Juárez
Al Congreso le corresponde la discusión y aprobación de las leyes estatales, aunque legalmente las iniciativas pueden ser presentadas no solo por las y los diputados, sino también por el gobernador, el Tribunal Superior de Justicia, los órganos autónomos del Estado, los ayuntamientos, las y los ciudadanos del Estado y los pueblos y comunidades indígenas y afromexicanos.

Las atribuciones y funcionamiento del Congreso del Estado se rigen por el título cuarto, capítulo segundo de la Constitución Política del Estado de Oaxaca (artículos del 31 al 65).
Históricamente, el Congreso de Oaxaca tiene el coto de ser el más antiguo de los Estados de la República mexicana al ser fundado el 1 de julio de 1823, por lo que cuenta con 200 años en funcionamiento.

## Legislaturas
| Legislatura | Periodo   |
| ----------- | --------- |
| LVII        | 1998-2001 |
| LVIII       | 2001-2004 |
| LIX         | 2004-2007 |
| LX          | 2007-2010 |
| LXI         | 2010-2013 |
| LXII        | 2013-2016 |
| LXIII       | 2016-2018 |
| LXIV        | 2018-2021 |
| LXV         | 2021-2024 |
| LXVI        | 2024-2027 |